# 博士蛙國際
博士蛙國際控股有限公司（英語：Boshiwa International Holding Limited，港交所除牌前：1698），是一所兒童消費品開發商及零售商，公司地址位於中國上海浦東外高橋保稅區泰谷路78號，於2010年上市。博士蛙國際控股有限公司以自建品牌博士蛙、Baby2 和 Dr. Frog 和授權品牌如哈利波特、網球王子、NBA、巴塞羅那、祖雲達斯、曼聯、巴布工程師及湯瑪士小火車來設計、開發和銷售兒童服裝、鞋具等兒童日用品。現時集團擁有20間直營門店，包括2間博士蛙365生活館；由授權經銷商經營的64間品牌店和10個分銷商。另外亦有12間線上商店。
2012年3月13日，博士蛙國際董事會及審核委員會收到德勤辭任審計師的函件。3月15日早上，博士蛙國際發表德勤辭任核數師的公告，德勤辭任主因是有審計相關訊息未能取得，導致無法完成審計。同日中午，博士蛙國際在當日發出的另一份公告節錄德勤請辭函件部份內容，德勤質疑博士蛙國際賬目的真確性，結果博士蛙國際在當日中途停牌，股價跌逾三成。博士蛙國際自此一直因核數問題被停牌。至2015年被投資者入稟開曼群島大法院清盤。之後在2017年6月，博士蛙國際董事會與臨時清盤人和潛在投資者制訂可行的復牌建議，但仍然未能復牌。2020年11月3日被香港交易所宣佈取消上市地位。

## 外部連結
- 博士蛙國際控股有限公司 （页面存档备份，存于）
- 博士蛙國際控股有限公司 停牌更新資料 （页面存档备份，存于）